# Sepilok Orang Utan Rehabilitation Centre

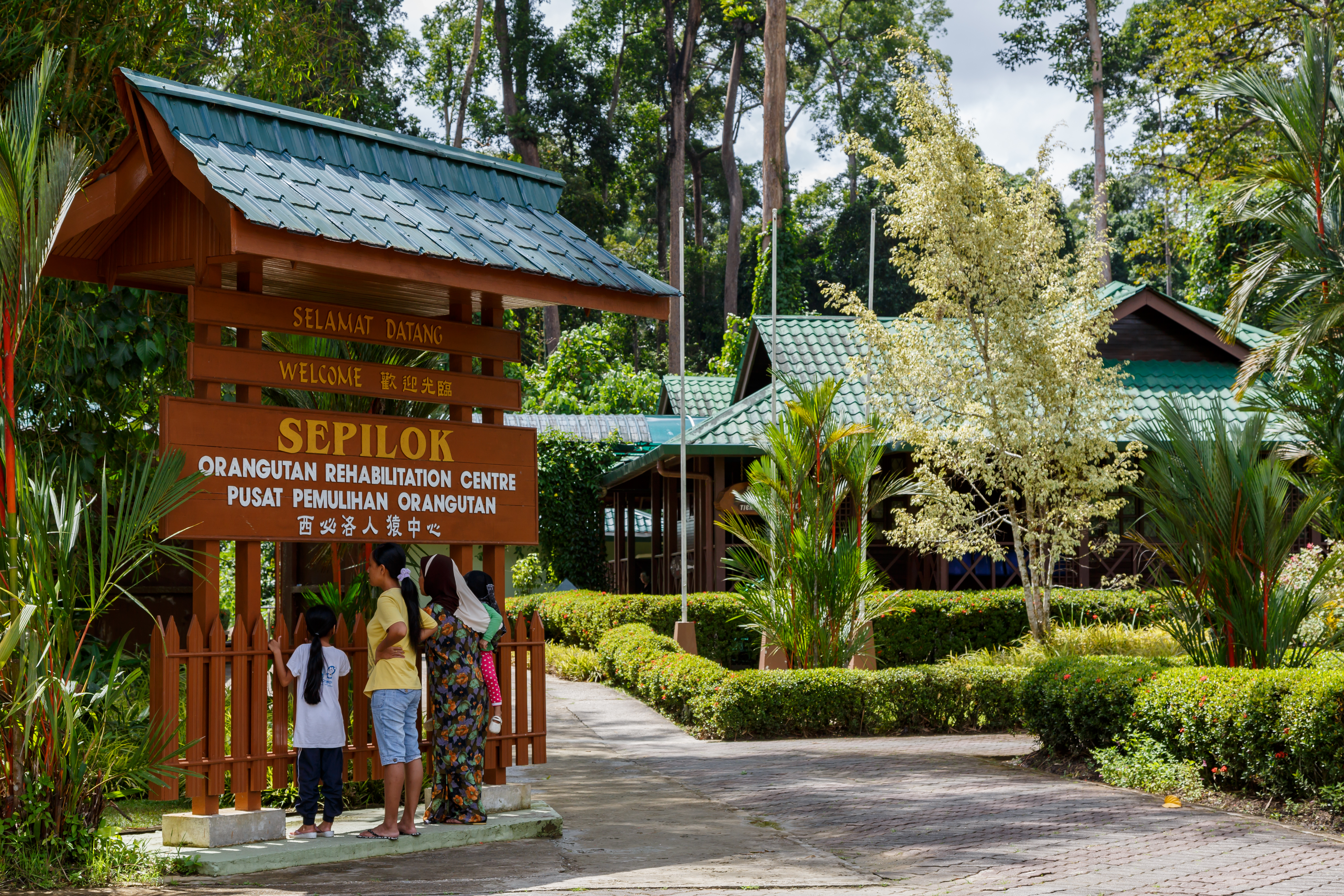
Sepilok Orang Utan Rehabilitation Centre

Sepilok Orang Utan Rehabilitation Centre is een centrum voor orang-oetans, 25 km ten westen van Sandakan in de deelstaat Sabah op Borneo in Maleisië.
Geopend in 1964. Hier verblijven Borneose orang-oetans die onder andere wees zijn. Ze worden hier opgevangen en weer terug de natuur ingezet.
Het is geopend dagelijks van 09.00 - 12.30 uur en van 14.00 - 16.30 uur. Voedertijden om 10.00 en 15.00 uur.
Er is een informatiecentrum met een tentoonstelling.

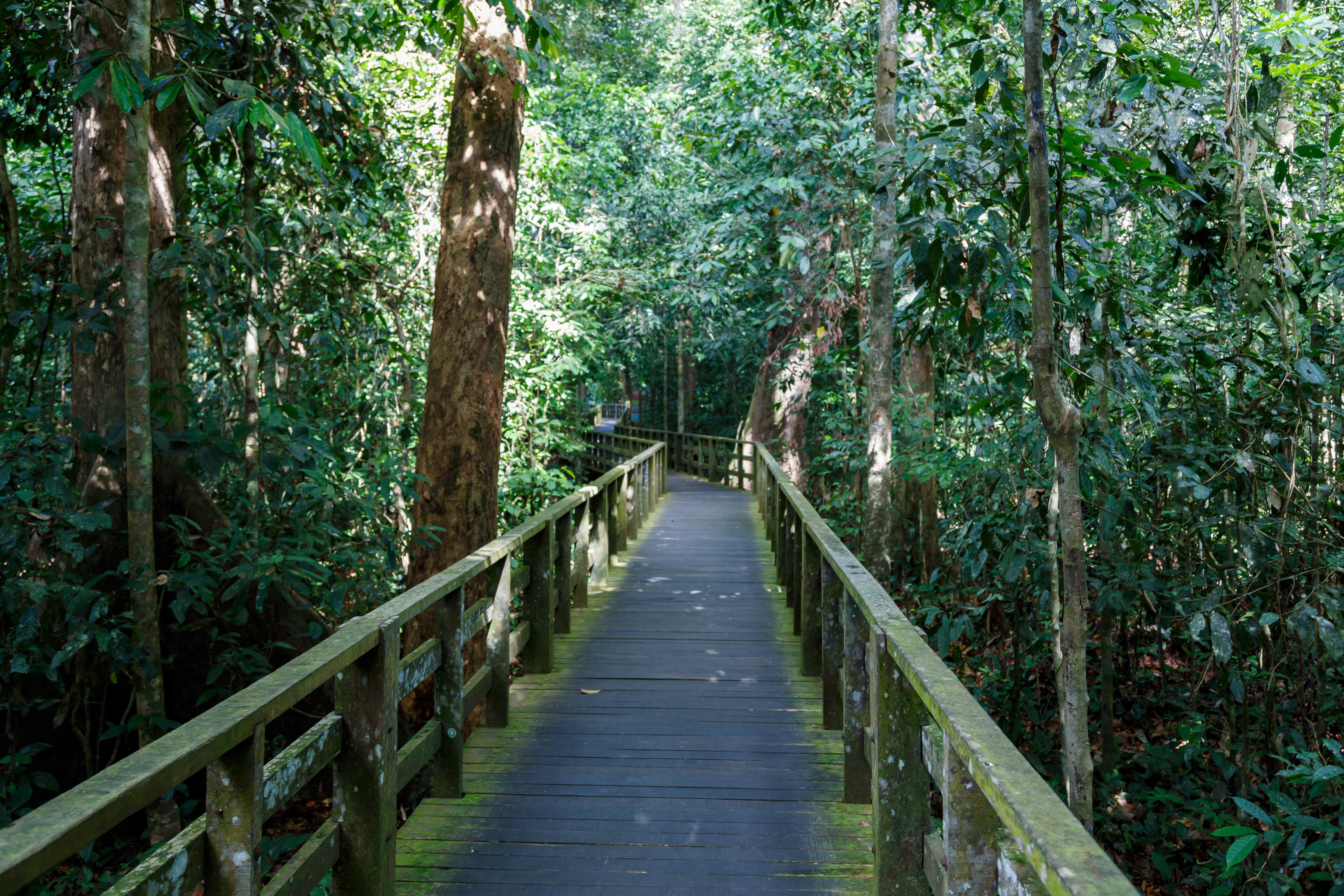
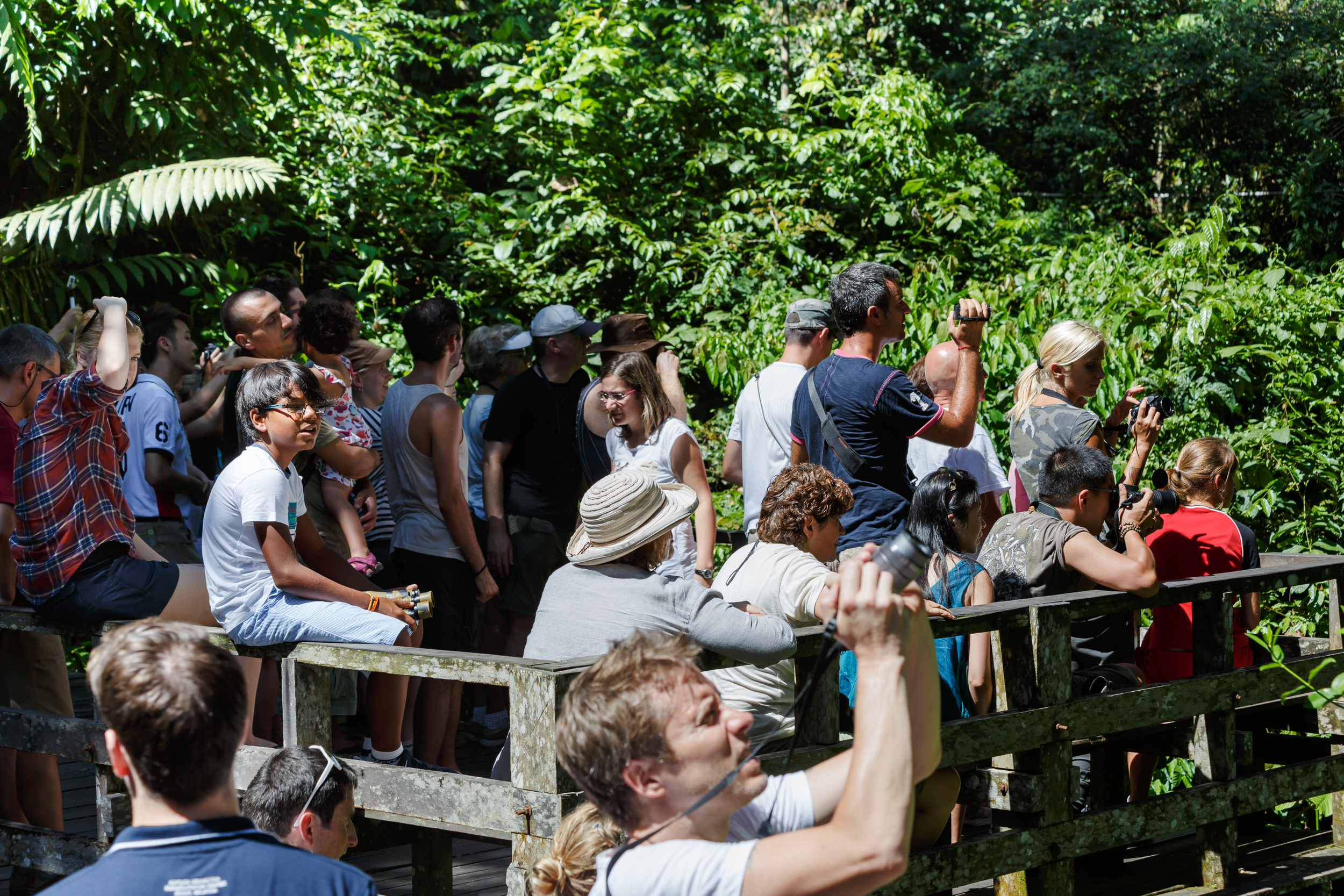
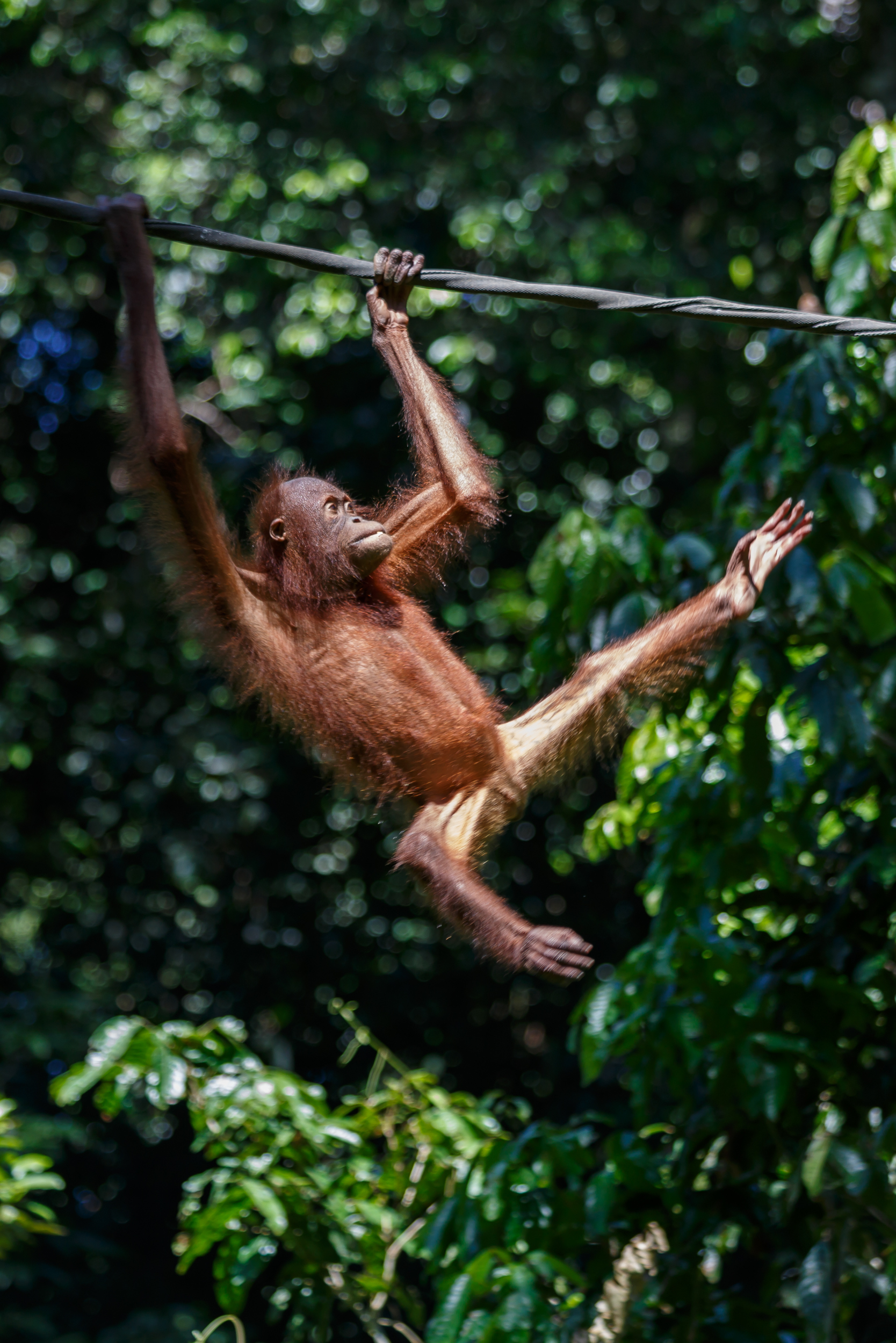